# Tentando imaginarios (álbum)
Tentando imaginarios es la segunda producción de la banda de pop rock TK. Fue grabado en Miami. El álbum obtuvo popularidad cuando solo fue promocionada a través de periódicos locales, sino que también fue relanzada en Argentina y Uruguay. Además, la agrupación obtuvo su segundo premio MTV en la Video Music Awards Latinoamérica 2004, esta vez en la categoría de Mejor Artista Central.

## Lista de canciones
| N.º | Título              | Duración |  |
| 1.  | «Abril»             | 2:25     |  |
| 2.  | «Buscama»           | 4:31     |  |
| 3.  | «Ángel»             | 4:00     |  |
| 4.  | «Quiero»            | 3:27     |  |
| 5.  | «La historia»       | 3:11     |  |
| 6.  | «Ilusión»           | 4:40     |  |
| 7.  | «747»               | 3:32     |  |
| 8.  | «Ovni»              | 3:19     |  |
| 9.  | «Dando vueltas»     | 4:59     |  |
| 10. | «Bossa nostra»      | 3:12     |  |
| 11. | «Animal»            | 4:41     |  |
| 12. | «7 horas y 6 meses» | 4:14     |  |

## Integrantes
- Diego Dibós - Voz y guitarra rítmica
- Carlos Lescano - Bajo
- Edgar Guerra - Primera guitarra y coros
- Emilio Pérez de Armas - Guitarra y teclados
- Christopher Farfan - Batería

## Premios y nominaciones
| Año  | Premio                       | Categoría       | Resultado   | Ref.  |
| ---- | ---------------------------- | --------------- | ----------- | ----- |
| 2005 | Premios Luces de El Comercio | Mejor disco pop | Desconocido | [ 4 ] |